# Last of the Red Hot Burritos
Last of the Red Hot Burritos è un album Live dei Flying Burrito Brothers, pubblicato dalla A&M Records nel febbraio del 1972. Il disco contiene registrazioni dal vivo effettuate dal gruppo verso la fine del 1971 (al Dartmouth College di Hanover, New Hampshire ed al Antioch College di Yellow Springs in Ohio).

## Tracce
Lato A
1. Devil in Disguise – 3:37 (Gram Parsons, Chris Hillman)
2. Six Days on the Road – 2:58 (Earl Green, Carl Montgomery)
3. My Uncle – 2:15 (Gram Parsons, Chris Hillman)
4. Dixie Breakdown – 1:46 (Don Reno, Jimmy Lunceford)
5. Don't Let Your Deal Go Down – 2:00 (Wayne P. Walker, Louise Certain, Gladys Steacy, Jerry Organ)
6. Orange Blossom Special – 3:26 (Ervin T. Rouse)

Lato B
1. Ain't That a Lot of Love – 3:14 (Homer Banks, Dean Parker)
2. High Fashion Queen – 3:06 (Gram Parsons, Chris Hillman)
3. Don't Fight It – 2:42 (Wilson Pickett, Steve Cropper)
4. Hot Burrito #2 – 4:24 (Chris Ethridge, Gram Parsons)
5. Losing Game – 2:40 (James Carr-Weaver)

Edizione CD del 2008, pubblicato dalla Universal Music Records (RSQ 4561)
1. Devil in Disguise – 3:55 (Gram Parsons, Chris Hillman)
2. Six Days on the Road – 3:04 (Earl Green, Carl Montgomery)
3. My Uncle – 2:20 (Gram Parsons, Chris Hillman)
4. Dixie Breakdown – 2:16 (Don Reno, Jimmy Lunceford)
5. Don' Let Your Deal Go Down – 2:21 (Wayne P. Walker, Louise Certain, Gladys Steacy, Jerry Organ)
6. Orange Blossom Special – 3:46 (Ervin T. Rouse)
7. Wake Up Little Susie – 3:29 (Felice and Boudleaux Bryant) – Bonus Track
8. Money Honey – 3:20 (Jesse Stone) – Bonus Track
9. Ain't That a Lot of Love – 3:23 (Homer Banks, Dean Parker)
10. High Fashion Queen – 3:17 (Gram Parsons, Chris Hillman)
11. Don't Fight It – 2:55 (Wilson Pickett, Steve Cropper)
12. Hot Burrito #2 – 4:43 (Chris Ethridge, Gram Parsons)
13. Losing Game – 2:59 (James Carr-Weaver)
14. One Hundred Years from Now – 2:35 (Gram Parsons) – Bonus Track

## Musicisti
- Al Perkins - chitarra pedal steel
- Kenny Wertz - chitarra acustica, banjo, armonie vocali
- Chris Hillman - basso, mandolino, voce
- Rick Roberts - chitarra ritmica, voce, armonie vocali
- Michael Clarke - batteria

Ospiti
- Byron Berline - fiddle (brani: Dixie Breakdown, Don't Let Your Deal Go Down e Orange Blossom Special)
- Roger Bush - basso acustico (brani: Dixie Breakdown, Don't Let Your Deal Go Down e Orange Blossom Special)[1][3]